# 2052
Năm 2052 (số La Mã: MMLII). Trong lịch Gregory, nó sẽ là năm thứ 2052 của Công nguyên hay của Anno Domini; năm thứ 52 của thiên niên kỷ 3 và của thế kỷ 21; và năm thứ ba của thập niên 2050.